# Gary Ambroise
Gary Ambroise (París, Francia; 17 de julio de 1985) es un futbolista francés de origen haitiano. Juega como delantero y actualmente se encuentra en White Star Bruxelles de la Segunda División de Bélgica.

## Selección
Ha sido internacional con la Selección de fútbol de Haití en 5 ocasiones sin anotar goles.

## Clubes
| Club                 | País    | Año           |
| -------------------- | ------- | ------------- |
| FC Les Lilas         | Francia | 2005 - 2008   |
| US Roye-Noyon        | Francia | 2008-2010     |
| AFC Tubize           | Bélgica | 2010-2013     |
| Doxa Katokopias      | Chipre  | 2014          |
| White Star Bruxelles | Bélgica | 2014-presente |